# 高克謙
高克謙（1513年—1573年），字廷益，號聚川，浙江紹興府山陰縣人，竈籍。

## 生平
治《詩經》，正月初十日生，行二十五，由國子生中式浙江鄉試第七名舉人，會試中式第一百四十四名，年四十三歲中式嘉靖四十四年（1565年）乙丑科第三甲第三百一十一名進士。吏部观政，隆慶元年（1567年）十二月授工部屯田司主事，提督易州山厂，三年十二月升员外，四年八月升山东佥事，六年九月调广西左江道，万历元年（1573年）十二月卒。

## 家族
曾祖高孟端；祖高鑾；父高文憲，贈工部主事；母余氏。永感下，妻邵名，弟克誠。